# 119 f.Kr.

## Händelser

### Efter plats

#### Grekland
- Hipparchos efterträder Eumachos som arkont av Aten.

#### Romerska republiken
- Lucio Aurelio Cotta och Lucio Cecilio Metello Dalmatico är årets konsuler i Rom.